# Рогомбе, Ромарик
Ромарик Рогомбе Дага (фр. Romaric Rogombé Daga; 25 ноября 1990, Либревиль, Габон) — габонский футболист, нападающий сборной Габона.

## Клубная карьера
Ромарик начал карьеру в габонском клубе «Мангаспорт». Вскоре перешёл в клуб «Вита» из ДР Конго.
В начале 2013 года Рогомбе на правах аренды присоединился к «Этуаль Фрежюс Сен-Рафаэль», выступавшему в Лиге 3 Франции. Дебют в новом клубе пришёлся на домашнюю встречу с «Шербуром». За 10 матчей во Франции габонец не сумел отметиться ни одним забитым мячом и возвратился в «Виту». В январе 2014 года Ромарик перешёл в «Леопардс».

## Карьера в сборной
Рогомбе с 2012 года привлекается к играм сборной Габона. Он был включен в состав на Кубок африканских наций 2015.